# 库尔楚园艺场
库尔楚园艺场，是中华人民共和国新疆维吾尔自治区巴音郭楞蒙古自治州库尔勒市下辖的一个乡镇级行政单位。

## 行政区划
库尔楚园艺场下辖以下地区：
第一村、第二村和第三村。